# Eagles de New Haven
Pour les articles homonymes, voir Eagles (homonymie).
Les Eagles de New Haven sont une franchise professionnelle de hockey sur glace de la Ligue américaine de hockey basée à New Haven (Connecticut) aux États-Unis qui a existé de 1926 à 1951.

## Histoire
Les Eagles sont une des cinq franchises originales de la Canadian-American Hockey League. Ils remportent la première saison régulière avec un bilan de dix-huit victoires contre quatorze défaites.
En 1936, ils participent à la fusion entre la Can-Am et la Ligue internationale de hockey pour prendre part au championnat de la nouvellement créée International American Hockey Ligue (qui devient la Ligue américaine de hockey en 1940). En 1943, ils doivent suspendre leurs activités en raison de la Seconde Guerre mondiale. Dès la fin de la guerre, en 1945, la franchise reprend part au championnat de LAH.
Pour la saison 1946, l'équipe est renommée en Ramblers de New Haven. Quatre années plus tard, la franchise reprend son nom d'origine d'Eagles mais après un début de saison catastrophique (cinq victoires pour vingt-trois défaites) elle cesse définitivement d'exister et est dissoute en milieu de saison.

## Statistiques
| No | Saison    | PJ | V  | D  | N  | BP  | BC  | Pts | Classement | Séries éliminatoires |
| -- | --------- | -- | -- | -- | -- | --- | --- | --- | ---------- | -------------------- |
| 1  | 1926-1927 | 32 | 18 | 14 | 0  | 73  | 66  | 36  | Vainqueurs | Finalistes           |
| 2  | 1927-1928 | 40 | 16 | 20 | 4  | 81  | 90  | 36  | 4e         | -                    |
| 3  | 1928-1929 | 40 | 15 | 15 | 10 | 73  | 68  | 40  | 3e         | -                    |
| 4  | 1929-1930 | 39 | 14 | 19 | 6  | 94  | 101 | 34  | 4e         | -                    |
| 5  | 1930-1931 | 40 | 9  | 23 | 8  | 78  | 140 | 26  | 5e         | -                    |
| 6  | 1931-1932 | 40 | 19 | 15 | 6  | 113 | 75  | 44  | 3e         | -                    |
| 7  | 1932-1933 | 48 | 16 | 27 | 5  | 100 | 137 | 37  | 4e         | -                    |
| 8  | 1933-1934 | 40 | 12 | 24 | 4  | 72  | 107 | 28  | 5e         | -                    |
| 9  | 1934-1935 | 48 | 16 | 23 | 9  | 125 | 145 | 41  | 4e         | -                    |
| 10 | 1935-1936 | 48 | 19 | 25 | 4  | 122 | 149 | 42  | 5e         | -                    |

| No | Saison    | PJ | V  | D  | N  | BP  | BC  | Pts | Classement      | Séries éliminatoires |
| -- | --------- | -- | -- | -- | -- | --- | --- | --- | --------------- | -------------------- |
| 11 | 1936-1937 | 48 | 14 | 28 | 6  | 107 | 142 | 34  | 4e division Est | -                    |
| 12 | 1937-1938 | 48 | 13 | 28 | 7  | 93  | 131 | 33  | 3e division Est | -                    |
| 13 | 1938-1939 | 54 | 14 | 30 | 10 | 114 | 174 | 38  | 4e division Est | -                    |
| 14 | 1939-1940 | 54 | 27 | 24 | 3  | 177 | 183 | 57  | 2e division Est | -                    |

| No | Saison    | PJ | V  | D  | N  | BP  | BC  | Pts | Classement      | Séries éliminatoires |
| -- | --------- | -- | -- | -- | -- | --- | --- | --- | --------------- | -------------------- |
| 15 | 1940-1941 | 56 | 27 | 21 | 8  | 179 | 153 | 62  | 2e division Est | Éliminés au 1er tour |
| 16 | 1941-1942 | 56 | 26 | 26 | 4  | 182 | 219 | 56  | 2e division Est | Éliminés au 1er tour |
| 17 | 1942-1943 | 32 | 9  | 18 | 5  | 85  | 116 | 23  | 4e division Est | Saison incomplète    |
| 18 | 1945-1946 | 62 | 14 | 38 | 10 | 199 | 263 | 38  | 4e division Est | Non qualifiés        |
| 19 | 1946-1947 | 64 | 23 | 31 | 10 | 199 | 218 | 56  | 3e division Est | Éliminés au 1er tour |
| 20 | 1947-1948 | 68 | 31 | 30 | 7  | 254 | 242 | 69  | 2e division Est | Éliminés au 2e tour  |
| 21 | 1948-1949 | 68 | 20 | 40 | 8  | 223 | 286 | 48  | 4e division Est | Non qualifiés        |
| 22 | 1949-1950 | 70 | 24 | 36 | 10 | 196 | 250 | 58  | 4e division Est | Non qualifiés        |
| 23 | 1950-1951 | 28 | 5  | 23 | 0  | 74  | 154 | 10  | 5e division Est | Saison incomplète    |